# Holding the Man
Holding the Man ist ein australischer Liebesfilm aus dem Jahr 2015. Das Filmdrama basiert auf den gleichnamigen Memoiren des Schriftstellers Timothy Conigrave aus dem Jahr 1995. Es handelt von der Beziehung Conigraves zu John Caleo in den Jahren 1976 bis 1992. Das Drehbuch wurde von Tommy Murphy verfasst, der die Memoiren im Jahr 2006 ebenfalls als Theaterstück adaptierte.
Holding the Man wurde am 14. Juni 2015 auf dem Sydney Film Festival uraufgeführt und kam am 27. August desselben Jahres erstmals in die australischen Kinos. In Deutschland wurde der Film am 2. Juni 2016 in den Kinos veröffentlicht.
Der Titel des Films bezieht sich auf einen Regelverstoß im Australian Football, eine Sportart, die der reale John Caleo während seiner Studienzeit praktizierte.

## Handlung
Im Jahr 1993 befindet sich Timothy Conigrave in Lipari und ruft per Münztelefon Pepe Trevor an, mit der er in seiner Kindheit befreundet war. Er fragt sie, wo sein verstorbener Lebensgefährte John Caleo auf einer Feier saß, die die drei als Jugendliche gemeinsam besucht hatten. Pepe kann sich zunächst nicht erinnern, weshalb Timothy ihr die Nummer seines Hotels gibt. Als er dorthin zurückkehrt, leitet der Concierge eine Nachricht von Pepe weiter. In Rückblenden wird nun erzählt, wie sich Timothy und John kennengelernt haben.
1976 sind die beiden Studenten an dem katholischen Xavier College in Melbourne und besuchen zusammen einen Geographie-Kurs. Timothy verliebt sich in seinen Kommilitonen und lädt John zu der Aufführung von Romeo und Julia ein, in der er die Rolle des Paris spielt. John schafft es zeitlich nicht, sich das Stück anzusehen, daraufhin bietet ihm Timothy an, mit ihm, seiner Freundin Pepe und mehreren Mitgliedern des Theaterclubs auf eine Party zu kommen. Dort kommt es zwischen beiden zu einem Kuss, später haben sie auch eine Verabredung. Eines Tages küssen sich die beiden, wobei Timothy seinem Freund in die Hose greift. John ist hierüber aufgebracht und gesteht Timothy, dass er für eine sexuelle Beziehung noch nicht bereit ist. Timothy schreibt ihm einen Entschuldigungsbrief, der von ihrem Geographie-Professor abgefangen wird. Er gesteht dem Paar, dass bereits alle Angestellten der Universität von ihrer Verbindung wissen, und rät ihnen zur Vorsicht. Einige Tage später eröffnen Timothys Eltern Dick und Mary ihm, dass Johns Vater Bob den Entschuldigungsbrief im Zimmer seines Sohnes gefunden hat und mit rechtlichen Schritten droht, sollte sich Timothy von John nicht fernhalten. Erbost fährt Timothy mit seinem Fahrrad zu Johns Haus, wo er mitbekommt, dass sein Freund aufgrund seiner Homosexualität zu einem Psychologen geschickt werden soll. Daraufhin fährt das Paar gemeinsam weg und zieht in einen anderen Stadtteil.
Drei Jahre später sind Timothy und John Studenten an der Monash University und Mitglieder der Lesben- und Schwulenbewegung. In Johns Haus wollen die beiden miteinander schlafen, als sie von Johns Familie überraschend besucht werden. Dieser wehrt sich gegen die homophoben Anfeindungen seines Vaters und fährt mit Timothy weg. Am Strand haben die beiden zum ersten Mal Analverkehr. Einige Zeit später schlägt Timothy John vor, eine offene Beziehung auszuprobieren. Als dieser ablehnt, beginnt Timothy mit mehreren Bekannten flüchtige Affären. Er eröffnet John zudem, dass er von dem National Institute of Dramatic Art aufgenommen wurde. Da John ihn nicht begleiten will, trennen sich die beiden, und Timothy zieht alleine nach Sydney. Dort wird er von dem erfahrenen Barry unterrichtet, mit diesem kommt es während einer Probe von Endstation Sehnsucht zu einem heftigen Streit, der aber recht schnell beigelegt wird. In seiner Freizeit verbringt Timothy viel Zeit in einer Schwulen-Sauna und hat zudem häufig Sex mit Kollegen. Während einer Aufführung des Stücks Private Lives von Noël Coward sieht Timothy John unter den Zuschauern. Die beiden versöhnen sich, John zieht zu ihm nach Sydney.
1985 werden die beiden auf HIV getestet. Johns Ergebnis ist negativ, während Timothys Test positiv ausfällt. Jedoch klärt sie ihr Arzt wenig später darüber auf, dass es eine Verwechslung gab und sich beide mit dem Virus angesteckt haben. 1988 fährt Timothy anlässlich der Hochzeit seiner Schwester Anna in seine alte Heimatstadt Melbourne. Dort erhält er eine Nachricht vom Roten Kreuz: Ein Patient, dem 1981 Blut von mehreren Spendern verabreicht wurde, ist an AIDS erkrankt. Von den überprüften Spendern ist Timothy der Einzige, der ebenfalls unter der Krankheit leidet. Timothy realisiert daraufhin unter Tränen, dass er es war, der John mit der Krankheit angesteckt hat.
1991 verschlechtert sich Johns Zustand, weswegen er oft im Krankenhaus liegt. Nach einem Besuch erleidet Timothy aufgrund eines Hirnödems eine Manie, weswegen er ebenfalls vorübergehend eingeliefert wird. Bob besucht das Paar am Krankenbett, um Johns Testament zu besprechen, und ist verärgert, da dieser ihm mitteilt, dass nach seinem Tod alle seine Besitztümer an Timothy gehen werden. Die drei einigen sich schließlich auf einen Kompromiss, Bob gesteht John, dass er dessen Krankheit gegenüber Bekannten als Krebs ausgegeben hat. John ist zunächst gesund genug, um nach Hause fahren zu können, wo er und Tim Sex haben, die beiden fahren für das bevorstehende Weihnachtsfest nach Melbourne. John kollabiert beim Schmücken des Weihnachtsbaums und muss erneut in die Klinik gebracht werden. Am Feiertag bekommt er Besuch von Timothy und eröffnet ihm, dass es ihm nicht schwerfällt, seinen baldigen Tod zu akzeptieren, was Timothy mit Fassungslosigkeit zur Kenntnis nimmt.
Am 26. Januar 1992 wird Timothy bei seinem Krankenhausbesuch von Pater Woods angesprochen. Dieser plant, Timothy auf Johns Beerdigung als Freund zu bezeichnen, um dessen Familie nicht zu befremden. Tim ist erbost und erklärt, dass er und John seit 15 Jahren ein Paar sind, und bezeichnet ihn als seinen Ehemann. Kurze Zeit später stirbt John, auf seinem Begräbnis befinden sich hauptsächlich ehemalige Mitschüler des Xavier College.
In der Gegenwart erhält Timothy von Pepe die Nachricht, dass John auf der damaligen Feier neben ihm saß. Während er durch Italien reist, liest Timothy laut das letzte Kapitel seiner Memoiren, der Text ist zugleich sein letzter Brief an John. In einem eingeblendeten Text wird mitgeteilt, dass Timothy Conigrave Holding the Man am 8. Oktober 1994 fertiggestellt hat und zehn Tage später den Folgen seiner AIDS-Erkrankung im Alter von 34 Jahren erlegen ist.
In einer Post-Credit-Szene ist ein Interview mit dem realen Timothy Conigrave kurz vor seinem Tod zu hören, während ein Bild von den Jugendlichen Timothy und John gezeigt wird.

## Rezeption

### Kritiken
In der Internet Movie Database erhielt der Film eine Bewertung von 7,3 aus zehn Sternen basierend auf 8314 abgegebenen Stimmen. Bei Rotten Tomatoes erzielte die Produktion bei 24 Stimmen eine Kritikerbewertung von 79 Prozent, bei den Nutzern beträgt die Wertung basierend auf 856 Stimmen 80 Prozent.
Luke Buckmaster lobte im australischen Ableger des Guardian die Hauptdarsteller Ryan Corr und Craig Stott. Vor allem ihrer „zärtlichen und dennoch kraftvollen“ Leistung sei es zu verdanken, dass der Film den Zuschauern im Gedächtnis erhalten bliebe. Allerdings sei der Film ein wenig „wackelig“ und stelle „nicht wirklich überzeugend“ die enge Verbindung der beiden Hauptfiguren dar, weshalb er letztendlich „unbefriedigend“ sei.
Jay Weissberg kritisierte in Variety den „mangelhaften“ Schnitt, die „eindimensionalen“ Figuren und die Tatsache, dass weder auf die Homophobie der damaligen Zeit noch auf die Stigmatisierung von AIDS-Patienten eingegangen wurde. Zudem bedauerte er, dass „großartige“ Darsteller wie Kerry Fox oder Guy Pearce nur sehr kurze Auftritte hätten.
Der Filmdienst bemängelt, dass „nicht alle Regieeinfälle passend erscheinen“, lobt aber „die berührende Visualisierung der Krankheit“ und stellt fest, dass „die guten Darsteller [überzeugen]“.

### Auszeichnungen
Der Film war in den Kategorien Bester Film, Bester Hauptdarsteller, Beste Regie, Bestes adaptiertes Drehbuch, Bester Nebendarsteller sowie Bester Schitt bei den AACTA Awards nominiert. Bei dem Film Critics Circle of Australia erhielt Holding the Man eine Auszeichnung in den Kategorien Bestes Drehbuch und Bestes Szenenbild (für Josephine Ford).

## Synchronisation
Die Synchronisation des Films wurde bei dem CSC-Studio nach einem Dialogbuch von Monty Arnold unter der Dialogregie von Robert Kotulla erstellt.
| Rolle               | Darsteller       | Synchronsprecher |
| ------------------- | ---------------- | ---------------- |
| Timothy Conigrave   | Ryan Corr        | Timo Kinzel      |
| John Caleo          | Craig Stott      | Daniel Welbat    |
| Pepe Trevor         | Sarah Snook      | Nadine Schreier  |
| Bob Caleo           | Anthony LaPaglia | Jürgen Holdorf   |
| Mary Gert Conigrave | Kerry Fox        | Ela Nitzsche     |
| Lois Caleo          | Camilla Ah KIn   | Dagmar Dreke     |
| Peter Craig         | Tom Hobbs        | Michael Bideller |